# Mistrzostwa Świata w Pływaniu na krótkim basenie 2016 – 4 × 50 m stylem dowolnym mężczyzn
4 × 50 m stylem dowolnym mężczyzn – jedna z konkurencji, które odbyły się podczas Mistrzostw Świata w Pływaniu na krótkim basenie 2016. Eliminacje i finał miały miejsce 9 grudnia.
Mistrzami świata zostali Rosjanie, którzy uzyskali czas 1:24,32 i 0,15 s wyprzedzili reprezentację Stanów Zjednoczonych. Brązowy medal zdobyli Japończycy (1:24,51).

## Rekordy
Przed zawodami rekordy świata i mistrzostw wyglądały następująco:
| Rekord                   | Reprezentacja | Czas    | Miejsce | Data           |
| ------------------------ | --- | ------- | ------- | -------------- |
| Rekord świata            | Rosja · Władimir Morozow (21,01) · Jewgienij Siedow (20,37) · Oleg Tichobajew (20,59) · Siergiej Fiesikow (20,63) | 1:22,60 | Doha    | 6 grudnia 2014 |
| Rekord mistrzostw świata | Rosja · Władimir Morozow (21,01) · Jewgienij Siedow (20,37) · Oleg Tichobajew (20,59) · Siergiej Fiesikow (20,63) | 1:22,60 | Doha    | 6 grudnia 2014 |

## Wyniki

### Eliminacje
Eliminacje odbyły się o 09:30 czasu lokalnego.
| Miejsce | Wyścig | Tor | Państwo           | Zawodnik | Czas      | Uwagi |
| ------- | ------ | --- | ----------------- | --- | --------- | ----- |
| 1.      | 3      | 2   | Stany Zjednoczone | Dillon Virva (21,55) Michael Chadwick (20,81) Michael Andrew (21,51) Paul Powers (21,14)                        | 1:25,01   | Q     |
| 2.      | 3      | 0   | Rosja             | Kiriłł Prigoda (22,10) Aleksiej Brianskij (21,04) Nikita Łobincew (21,23) Aleksandr Popkow (20,96)              | 1:25,33   | Q     |
| 3.      | 1      | 1   | Japonia           | Kosuke Matsui (21,61) Kenta Ito (21,02) Shinri Shioura (21,49) Junya Koga (21,39)                               | 1:25,51   | Q     |
| 4.      | 2      | 4   | Holandia          | Nyls Korstanje (21,89) Jesse Puts (20,99) Kyle Stolk (21,56) Ben Schwietert (21,76)                             | 1:26,20   | Q     |
| 5.      | 3      | 1   | Południowa Afryka | Douglas Erasmus (21,79) Bradley Tandy (21,22) Chad le Clos (21,23) Eben Vorster (22,71)                         | 1:26,95   | Q     |
| 6.      | 2      | 2   | Białoruś          | Jauhien Curkin (21,96) Anton Łatkin (21,33) Wiktar Stasiełowicz (22,12) Artiom Maczekin (21,61)                 | 1:27,02   | Q     |
| 7.      | 3      | 4   | Francja           | Yonel Govindin (22,08) Clément Mignon (21,27) Thomas Avetand (22,72) Mehdy Metella (21,36)                      | 1:27,43   | Q     |
| 8.      | 2      | 5   | Chiny             | Li Zhuhao (22,12) Lin Yongqing (21,68) Liu Zhaochen (21,94) Yu Hexin (21,95)                                    | 1:27,69   | Q     |
| 9.      | 2      | 6   | Szwecja           | Christoffer Carlsen (22,18) Robin Andreasson (21,84) Axel Pettersson (21,72) Daniel Forndal (22,00)             | 1:27,74   |       |
| 10.     | 1      | 8   | Kanada            | Javier Acevedo (22,46) Yuri Kisil (21,42) Mirando-Florent Richard-Jarry (22,05) Evan van Moerkerke (22,19)      | 1:28,12   |       |
| 11.     | 1      | 6   | Węgry             | Maksim Lobanovskii (21,71) Dávid Földházi (22,41) Richárd Márton (22,52) Márton Barta (22,80)                   | 1:29,44   |       |
| 12.     | 2      | 8   | Paragwaj          | Charles Hockin (22,20) Benjamin Hockin (21,55) Ivo Kunzle (23,23) Mathias Zacarias (23,48)                      | 1:30,46   |       |
| 13.     | 3      | 7   | Islandia          | Aron Örn Stefánsson (22,87) Viktor Vilbergsson (22,82) Kristinn Þórarinsson (22,95) David Adalsteinsson (22,43) | 1:31,07   |       |
| 14.     | 2      | 3   | Singapur          | Yeo Kai Quan (22,61) Dylan Koo (22,69) Pang Sheng Jun (23,10) Khoo Chien Yin Lionel (23,19)                     | 1:31,59   |       |
| 15.     | 1      | 4   | Hongkong          | Ng Chun Nam Derick (22,87) Wong Chun Yan (23,65) Cheung Kin Tat Kent (22,24) Mak Ho Lun Raymond (22,86)         | 1:31,62   |       |
| 16.     | 2      | 7   | Makau             | Ngou Pok Man (23,53) Lin Sizhuang (23,48) Sio Ka Kun (24,14) Chao Man Hou (22,68)                               | 1:33,83   |       |
| 17.     | 2      | 1   | Papua-Nowa Gwinea | Livingston Aika (24,87) Ashley Seeto (24,40) Stanford Kawale (23,18) Ryan Pini (22,32)                          | 1:34,77   |       |
| 18.     | 1      | 3   | Filipiny          | Jeremy Lim (24,25) Alex Ngui (23,41) Alberto Batungbacal (24,48) Alfonso Jose Leso Bautista (23,50)             | 1:35,64   |       |
| 19.     | 3      | 6   | Tanzania          | Hilal Hemed Hilal (23,81) Adil Bharmal (25,01) Joseph Sumari (28,57) Dennis Mhini (28,51)                       | 1:45,90   |       |
| 20. !   | 1      | 0   | Kenia             | | 9:99,99 ! | DNS   |
| 20. !   | 1      | 2   | Angola            | | 9:99,99 ! | DNS   |
| 20. !   | 1      | 5   | Uzbekistan        | | 9:99,99 ! | DNS   |
| 20. !   | 1      | 7   | Seszele           | | 9:99,99 ! | DNS   |
| 20. !   | 2      | 0   | Portoryko         | | 9:99,99 ! | DNS   |
| 20. !   | 3      | 3   | Dominikana        | | 9:99,99 ! | DNS   |
| 20. !   | 3      | 5   | Tajlandia         | | 9:99,99 ! | DNS   |
| 20. !   | 3      | 8   | Albania           | | 9:99,99 ! | DNS   |

### Finał
Finał odbył się o 18:30 czasu lokalnego.
| Miejsce | Tor | Państwo           | Zawodnik                                                                                             | Czas    | Uwagi |
| ------- | --- | ----------------- | --- | ------- | ----- |
| 1. !    | 5   | Rosja             | Aleksiej Brianskij (21,70) Nikita Łobincew (21,06) Aleksandr Popkow (20,85) Władimir Morozow (20,71) | 1:24,32 |       |
| 2. !    | 4   | Stany Zjednoczone | Paul Powers (21,73) Blake Pieroni (21,14) Michael Chadwick (21,02) Tom Shields (20,58)               | 1:24,47 |       |
| 3. !    | 3   | Japonia           | Kosuke Matsui (21,81) Kenta Ito (20,96) Shinri Shioura (20,60) Junya Koga (21,14)                    | 1:24,51 |       |
| 4.      | 1   | Francja           | Clément Mignon (21,38) Jérémy Stravius (20,94) Mehdy Metella (21,18) Yonel Govindin (21,19)          | 1:24,69 |       |
| 5.      | 6   | Holandia          | Nyls Korstanje (21,75) Jesse Puts (20,71) Ben Schwietert (21,55) Kyle Stolk (21,21)                  | 1:25,22 |       |
| 6.      | 2   | Południowa Afryka | Bradley Tandy (21,34) Chad le Clos (20,83) Douglas Erasmus (21,21) Eben Vorster (22,23)              | 1:25,61 | AF    |
| 7.      | 7   | Białoruś          | Jauhien Curkin (21,67) Anton Łatkin (21,27) Wiktar Stasiełowicz (22,15) Artiom Maczekin (21,43)      | 1:26,52 |       |
| 8.      | 8   | Chiny             | Li Zhuhao (22,14) Lin Yongqing (21,39) Liu Zhaochen (22,02) Yu Hexin (21,21)                         | 1:26,76 |       |